# خان‌کوی (مرزیفون)
خان‌کوی (به ترکی استانبولی: Hanköy) یک منطقهٔ مسکونی در ترکیه است که در مرزیفون واقع شده‌است.